# Asikonsaari (ö i Södra Savolax)
Asikonsaari är en ö i Finland. Den ligger i sjön Haukivesi och i kommunen Rantasalmi i den ekonomiska regionen  Nyslott  och landskapet Södra Savolax, i den sydöstra delen av landet, 270 km nordost om huvudstaden Helsingfors. Öns area är 10 hektar och dess största längd är 0,6 kilometer i öst-västlig riktning.